# Al-Boraq
Al-Boraq es un servicio ferroviario de alta velocidad marroquí inaugurado en 2018. Se trata del primer servicio comercial de alta velocidad en África.

## Nombre
El nombre proviene de la mítica criatura blanca en la que, según el Corán, el profeta Mahoma voló ida y vuelta entre la tierra y el cielo.

## Descripción
Los trenes Al-Boraq son trenes fabricados por Alstom de alta velocidad explotados por ONCF, el operador público ferroviario en Marruecos.
Deriva directamente del TGV 2N2 francés, está compuesta por 2 cabezas motrices con 2 bogies motorizados cada una (total 4) y 8 remolques articulados con bogie compartido de suspensión secundaria neumática, con lo que el tren suma 13 bogies, 4 de las 2 tractoras y 9 de los 8 remolques.
Los trenes están numerados como serie 1200, siendo 12 las unidades construidas, y se denominan RGV (Rama Gran Vitesse, Ramas de Alta Velocidad en francés).
Los 12 trenes construidos, se mantienen en el taller construido exprofeso para estos trenes en Tánger.

## Recorrido

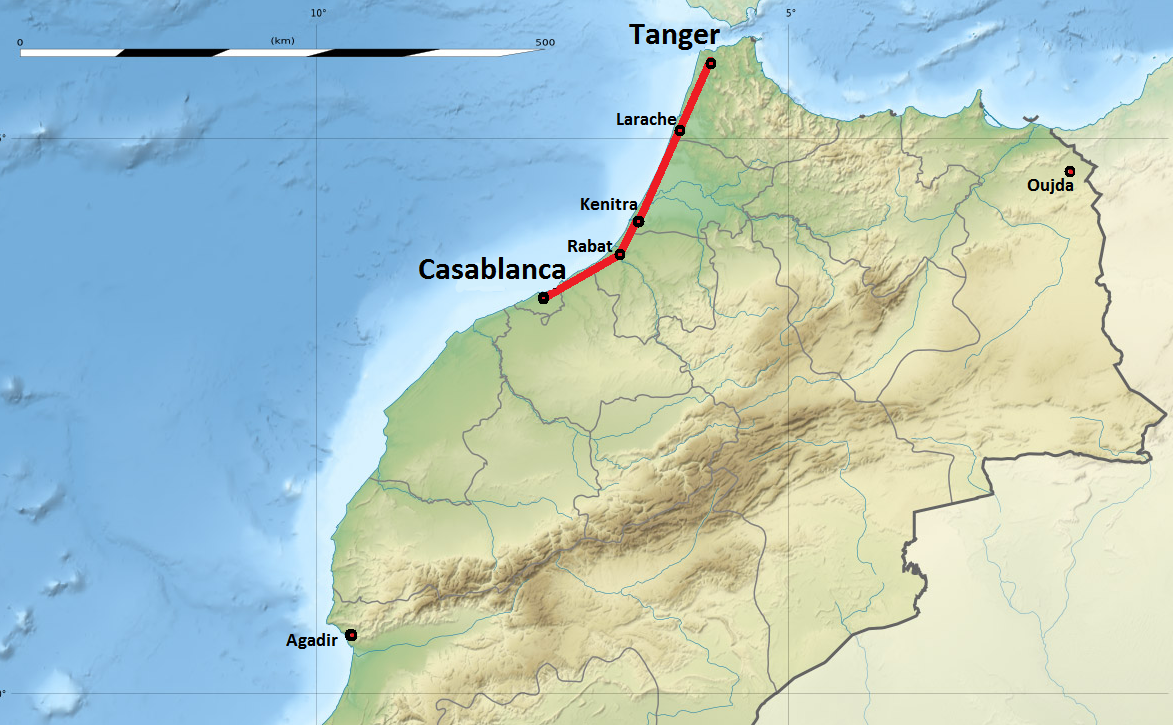
Línea Al-Boraq.

Los trenes realizan el recorrido entre Tánger y Casa Voyageurs (Casablanca), realizando parada comercial en Kenitra y Rabat.
El recorrido completo dura 2 horas y 10 minutos, existiendo partidas prácticamente a todas las horas en punto desde ambas cabeceras.